# Istiophoriformes
Istiophoriformes là một bộ cá xương chưa được một số nhà phân loại học công nhận đầy đủ. Một số chấp nhận bộ này bao gồm hai họ còn tồn tại là Xiphiidae và Istiophoridae, và một số khác bao gồm thêm họ Sphyraenidae.
Hóa thạch sớm nhất của bộ này được ghi nhận từ cuối kỷ Paleocen, được phát hiện ở Perú và Turkmenistan.

## Các họ
Các họ sau đây được phân loại vào bộ Istiophoriformes. Ba họ vẫn còn tồn tại và ba họ đã tuyệt chủng:
- Sphyraenidae
- Xiphioidei
  - Xiphiidae
  - Istiophoridae
  - †Hemingwayidae
  - †Palaeorhynchidae
  - †Blochiidae